# Mídia estatal
A mídia estatal é normalmente entendida como meios de comunicação que pertencem, são operados ou significativamente influenciados pelo governo. Distinguem-se dos meios de comunicação de serviço público, que são concebidos para servir o interesse público, operam independentemente do controlo governamental e são financiados através de uma combinação de financiamento público, taxas de licenciamento e, por vezes, publicidade. A diferença crucial reside no nível de independência da influência governamental e no compromisso de servir um interesse público amplo, em vez dos interesses de um partido político específico ou de uma agenda governamental.
Os meios de comunicação estatais servem como ferramentas para a diplomacia pública e a formação de narrativas. Estes meios de comunicação podem transmitir através da televisão, rádio, imprensa e, cada vez mais, nas redes sociais, para transmitir os pontos de vista do governo ao público nacional e internacional. A abordagem à utilização dos meios de comunicação estatais pode variar, centrando-se em narrativas positivas, ajustando as narrativas retroativamente ou espalhando desinformação através de campanhas sofisticadas nos meios de comunicação social.

## Outras definições
A mídia estatal também se refere a entidades de mídia que são administradas, financiadas, gerenciadas ou controladas diretamente pelo governo de um país. Três factores que podem afetar a independência dos meios de comunicação estatais ao longo do tempo são: financiamento, propriedade/governação e autonomia editorial. Estas entidades podem variar desde entidades totalmente controladas pelo Estado, onde o governo tem total controle sobre o seu financiamento, gestão e conteúdo editorial, até meios de comunicação de serviço público independentes, que, apesar de receberem financiamento governamental, operam com autonomia editorial e são governados por estruturas projetado para protegê-los de interferência política direta.
A mídia estatal é frequentemente associada a governos autoritários que usam a mídia estatal para controlar, influenciar e limitar a informação.

## Classificação
A mídia estatal pode ser classificada com base em sua relação com o Estado, incluindo fatores como propriedade, independência editorial, financiamento e alinhamento político. Esse modelo é comumente utilizado por observatórios da mídia e organizações internacionais para avaliar a liberdade de imprensa, a transparência e o papel da mídia em regimes democráticos ou autoritários.